# Lekkoatletyka na Letnich Igrzyskach Olimpijskich 2024 – bieg na 10 000 m kobiet
Bieg na 10 000 m kobiet podczas XXXIII Letnich Igrzysk Olimpijskich w Paryżu odbył się w dniu 2 sierpnia 2024. Do rywalizacji przystąpiło 25 sportowców. Arena zawodów był Stade de France. Mistrzynią olimpijską została Kenijka Beatrice Chebet, wicemistrzynią Włoszka Nadia Battocletti, a brąz zdobyła Etiopka reprezentująca Holandię Sifan Hassan.
Był to X olimpijski bieg na 10 000 m kobiet.

## Terminarz
godziny zostały podane w czasie CEST
| Data | Godzina rozpoczęcia |                 |       |       |
| ---- | ------------------- | --------------- | ----- | ----- |
| Data | Godzina rozpoczęcia | 9 sierpnia 2024 | 20:55 | finał |

## System rozgrywek
W przeciwieństwie do innych biegów w wyścigu na 10000 m nie odbyły się kwalifikacje i półfinały. Każda z zakwalifikowanych na igrzyska zawodniczek wystąpiła w jednym, finałowym biegu.

## Wyniki
| Pozycja | Zawodnik                   | Państwo           | Czas     | Uwagi |
| ------- | -------------------------- | ----------------- | -------- | ----- |
| złoto   | Beatrice Chebet            | Kenia             | 30:43.25 |       |
| srebro  | Nadia Battocletti          | Włochy            | 30:43.35 | NR    |
| brąz    | Sifan Hassan               | Holandia          | 30:44.12 | SB    |
| 4       | Margaret Kipkemboi         | Kenia             | 30:44.58 |       |
| 5       | Lilian Kasait Rengeruk     | Kenia             | 30:45.04 |       |
| 6       | Gudaf Tsegay               | Etiopia           | 30:45.21 |       |
| 7       | Fotyen Tesfay              | Etiopia           | 30:46.93 |       |
| 8       | Weini Kelati               | Stany Zjednoczone | 30:49.98 |       |
| 9       | Karissa Schweizer          | Stany Zjednoczone | 30:51.99 | SB    |
| 10      | Tsigie Gebreselama         | Etiopia           | 30:54.57 |       |
| 11      | Parker Valby               | Stany Zjednoczone | 30:59.28 |       |
| 12      | Sarah Chelangat            | Uganda            | 31:02.37 |       |
| 13      | Lauren Ryan                | Australia         | 31:13.25 |       |
| 14      | Francine Niyomukunzi       | Burundi           | 31:17.02 | PB    |
| 15      | Eilish McColgan            | Wielka Brytania   | 31:20.51 | SB    |
| 16      | Diane van Es               | Holandia          | 31:25.51 |       |
| 17      | Daisy Jepkemei             | Kazachstan        | 31:26.55 |       |
| 18      | Rino Goshima               | Japonia           | 31:29.48 |       |
| 19      | Haruka Kokai               | Japonia           | 31:44.03 |       |
| 20      | Klara Lukan                | Słowenia          | 31:45.15 |       |
| 21      | Annet Chemengich Chelangat | Uganda            | 31:50.41 | PB    |
| 22      | Yuka Takashima             | Japonia           | 31:52.07 | SB    |
| 23      | Megan Keith                | Wielka Brytania   | 33:19.92 |       |
| –       | Rahel Daniel               | Erytrea           | DNF      |       |
| –       | Alessia Zarbo              | Francja           | DNF      |       |